# Náměstí Jiřího z Poděbrad (Praha)
Náměstí Jiřího z Poděbrad (hovorově zvané Jiřák) je veřejné prostranství na Vinohradech v Praze 3. Je pojmenováno po českém králi Jiřím z Poděbrad.

## Situace
Náměstí se nachází v centrální části Vinohrad, vzniklo úpravou ze sadů v roce 1896. Původně se jmenovalo náměstí Krále Jiřího. Současný název nese od roku 1948. Má charakter městského parku. Po jeho obvodu jsou vysázeny lípy, původně tu byly tři řady po každé straně, nyní jen jedna. Vně silnice stojí veřejné budovy a činžovní domy. Domy na jižní straně náměstí patří k procházející Vinohradské třídě. Z náměstí vycházejí nebo je lemují ulice Mánesova, Slavíkova, Laubova, Milešovská, Lucemburská a Přemyslovská. Přes svůj jihozápadní roh sousedí se sady Svatopluka Čecha.

## Doprava
- Tramvaje: zastávka Náměstí Jiřího z Poděbrad linek č. 11 a 13 je v obou směrech na Vinohradské třídě.
- Autobusy: zastávka MHD Náměstí Jiřího z Poděbrad/Slavíkova, linka č. 101.
- Metro: stanice trasy A Jiřího z Poděbrad .
- Podzemní garáže: vjezd je na východní straně náměstí za kostelem.

## Budovy a instituce
- Kostel Nejsvětějšího srdce Páně – římskokatolický chrám je dominantou náměstí. Stavbu z let 1929–1932 projektoval slovinský architekt Josip Plečnik.
- Základní škola, čp. 1685/7–8[3]
- Nájemní dům čp. 1552, náměstí Jiřího z Poděbrad 3 a Mánesova 94; pětipatrový dům s bustou Jiřího z Poděbrad na fasádě a sochou sokola na štítu mansardy; dominanta západní fronty náměstí
- Lékárna U krále Jiřího, dům čp. 1318, vchod z nároží (Vinohradská 99)
- Kavárny: Caffefin, Mammacoffee
- Pekařství a vinotéka Le Caveau, náměstí krále Jiřího 1561/9

## Park
- Dětské hřiště
- Fontána Sjednocená Evropa – u výstupu ze stanice metra[4] [5]; návrh akademický sochař Petr Šedivý, spolupráce architektka Beryl Filsaková, konzultace architektka Anna Hübschmannová. Fontána z liberecké žuly vznikla jako součást stanice metra, v roce 1980 ji provedla Střední uměleckoprůmyslová škola sochařská a kamenická, Hořice. Jde o tzv. „čtyřprocentní umění“: podle zákona platného v 70. a 80. letech 20. století  1–4 % z rozpočtu na státní stavbu musely být určeny na estetickou výzdobu přilehlého veřejného prostoru.[6] Název fontány „Sjednocená Evropa“ navazuje na výzdobu stanice: „Jiří z Poděbrad – český král“. Fontána má na kruhovém půdorysu dělení na dvě poloviny s přepadem vody na nižší úroveň. Gejzír vody vytváří pětice svislých trysek uprostřed sochy.[7]
- Od roku 2024 probíhá obnova kompletní plochy náměstí včetně technické infrastruktury, mobiliáře, ploch chodníků a dalších úprav. Dokončena má být v září 2026. Stavba nese číslo 45568, investorem je hl. m. Praha.

## Okolí náměstí
- Žižkovská televizní věž
- Vinohradská vodárenská věž.

## Fotogalerie

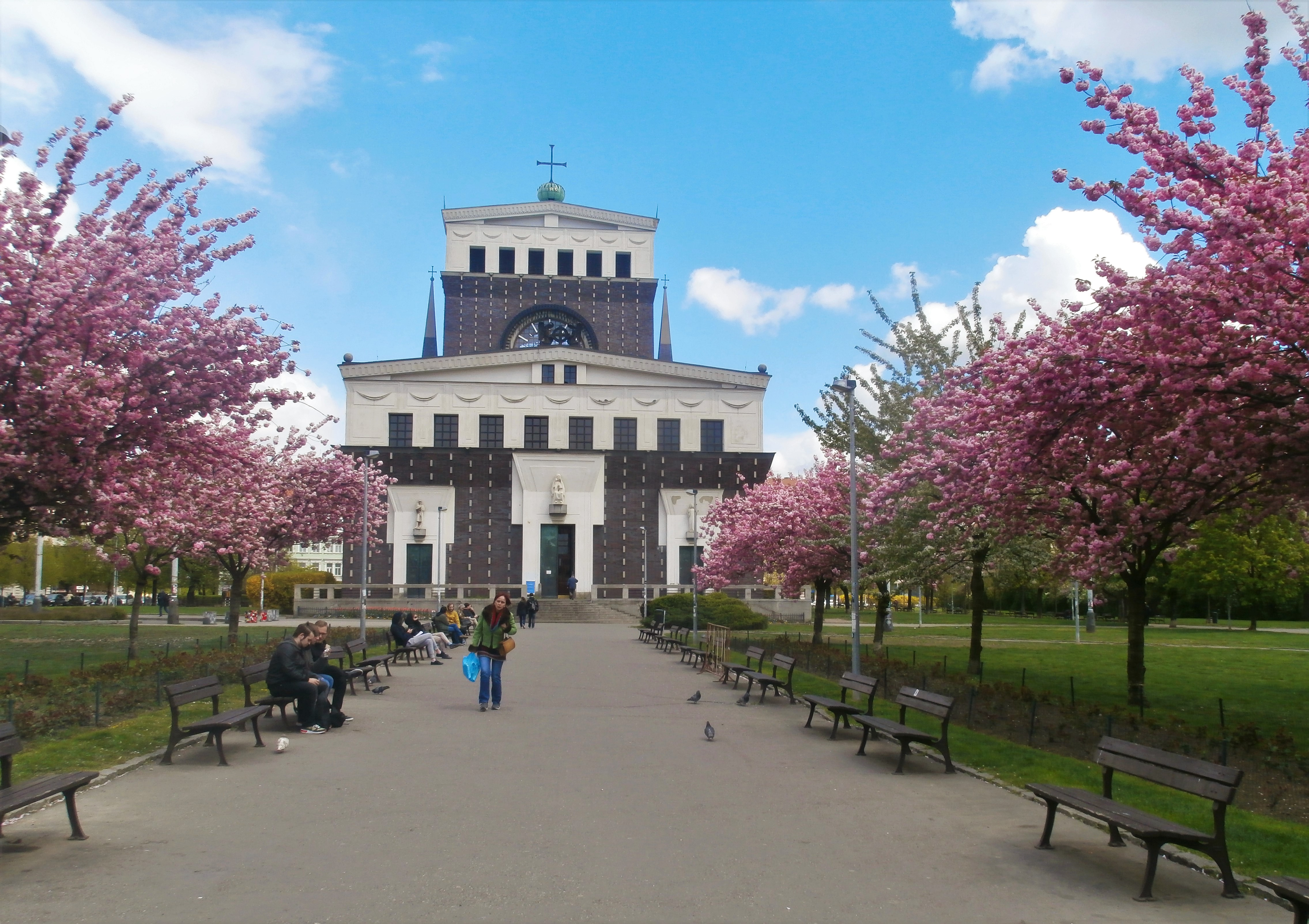
kostel Nejsvětějšího srdce Páně
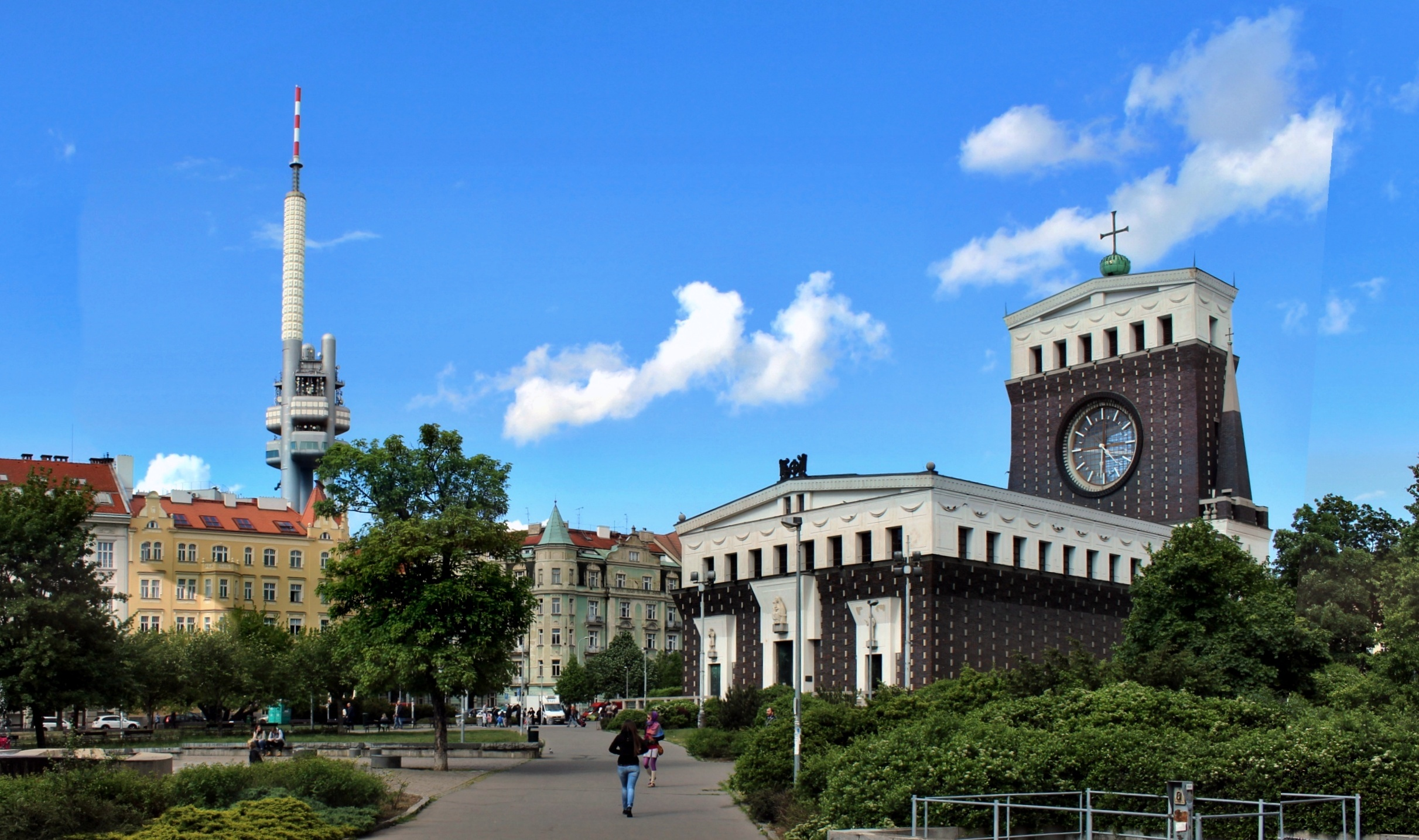
kostel a Žižkovský vysílač
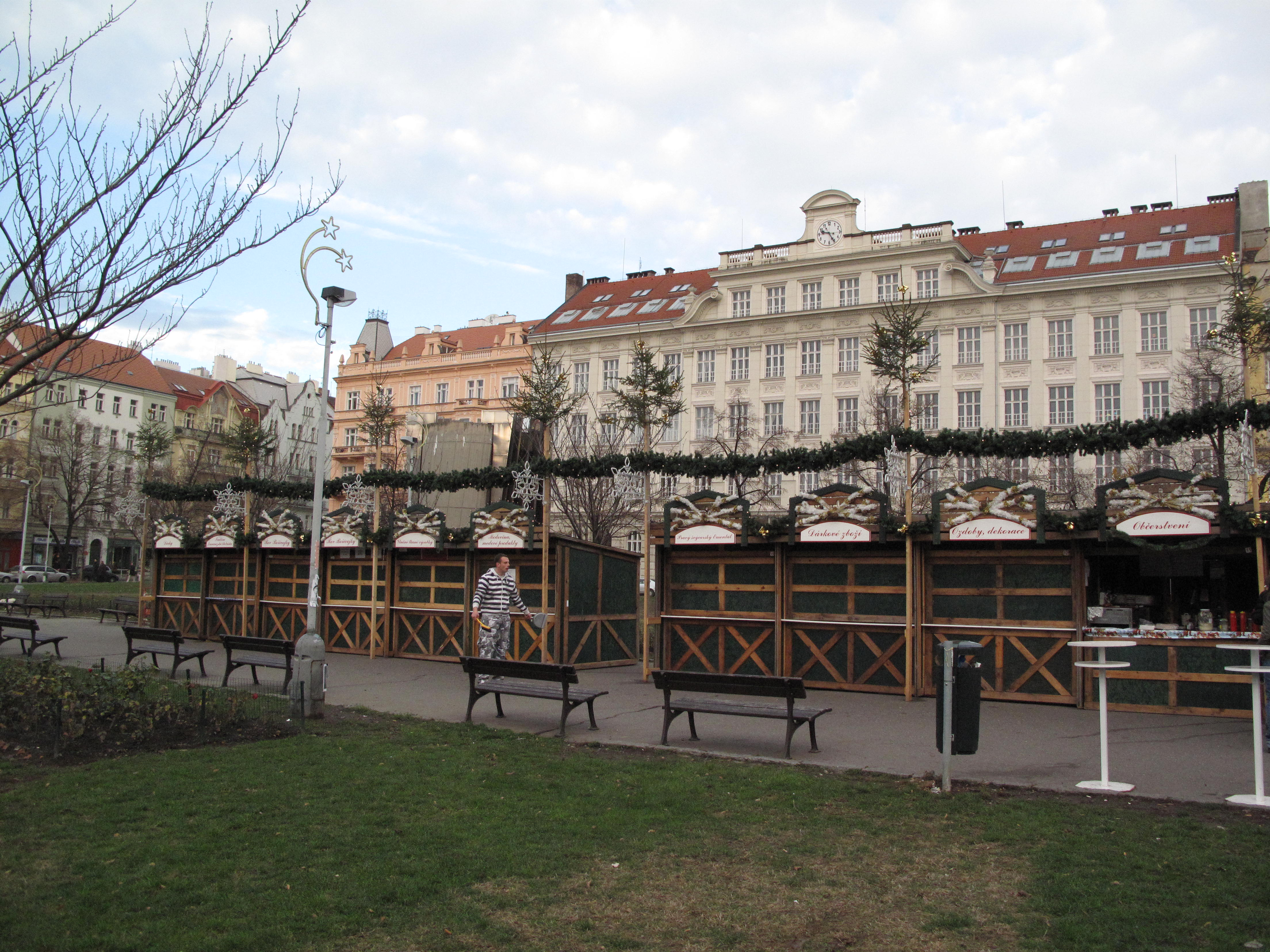
vánoční trhy na náměstí
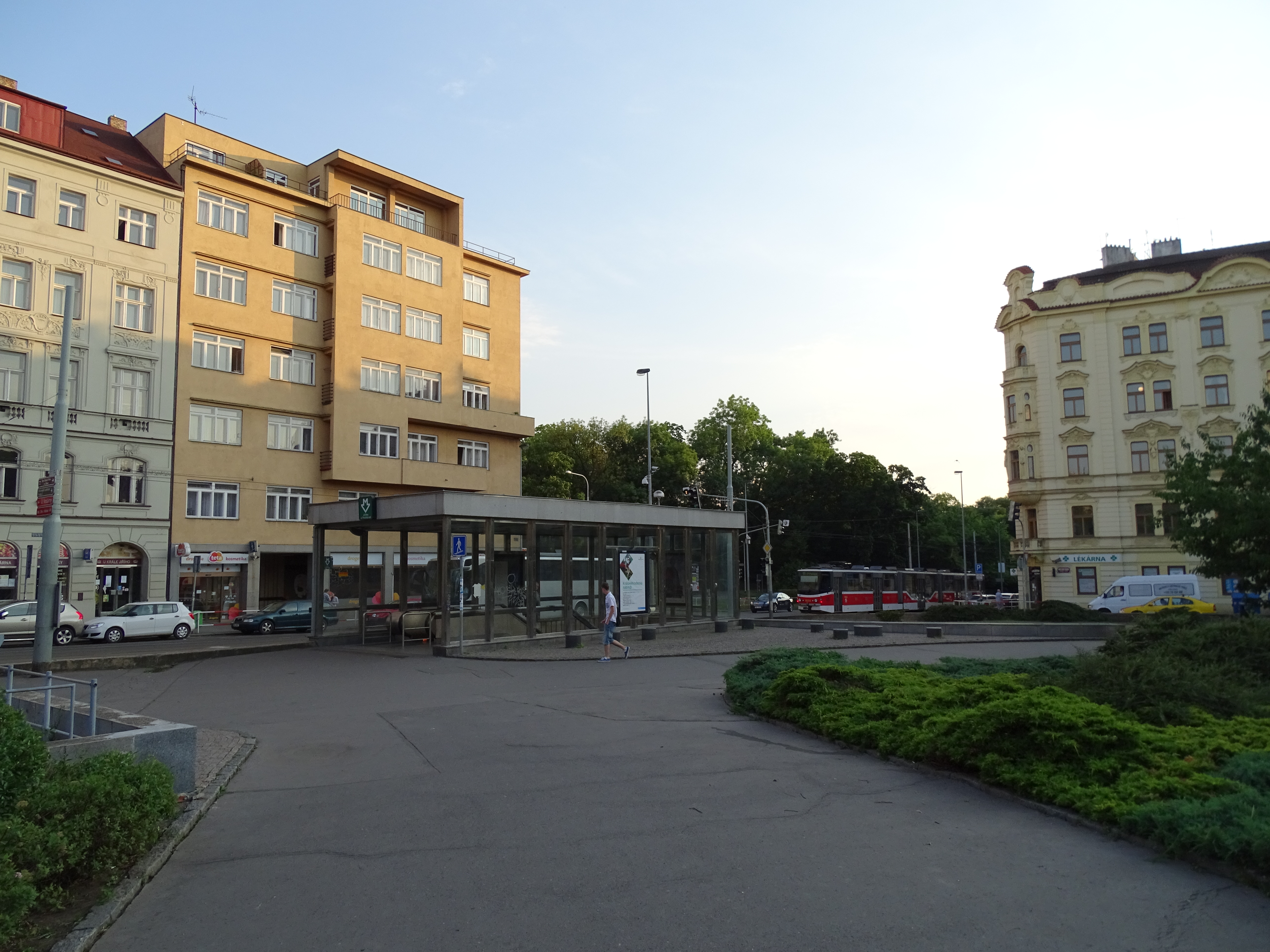
vstup do metra
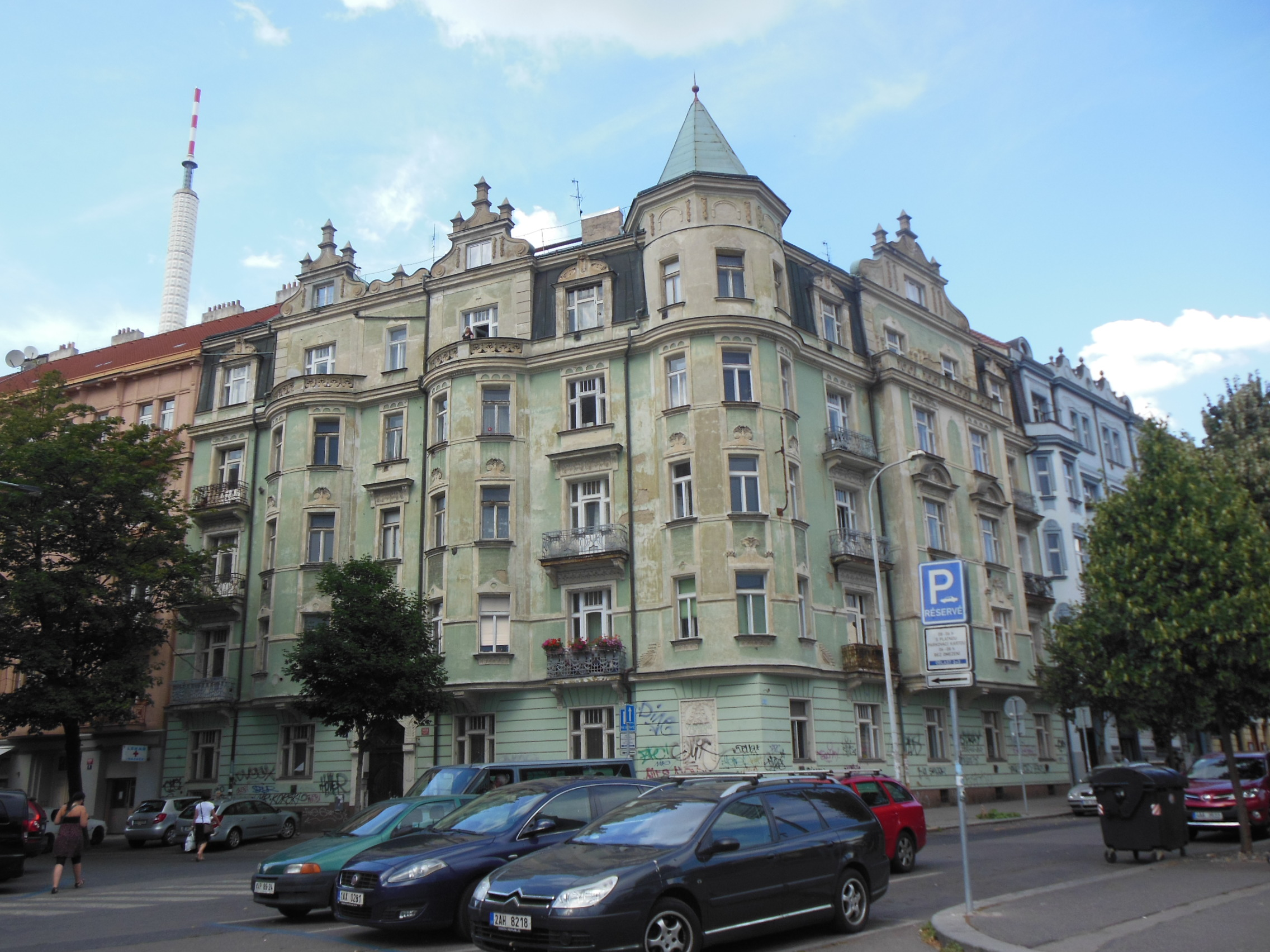
roh Laubovy ulice
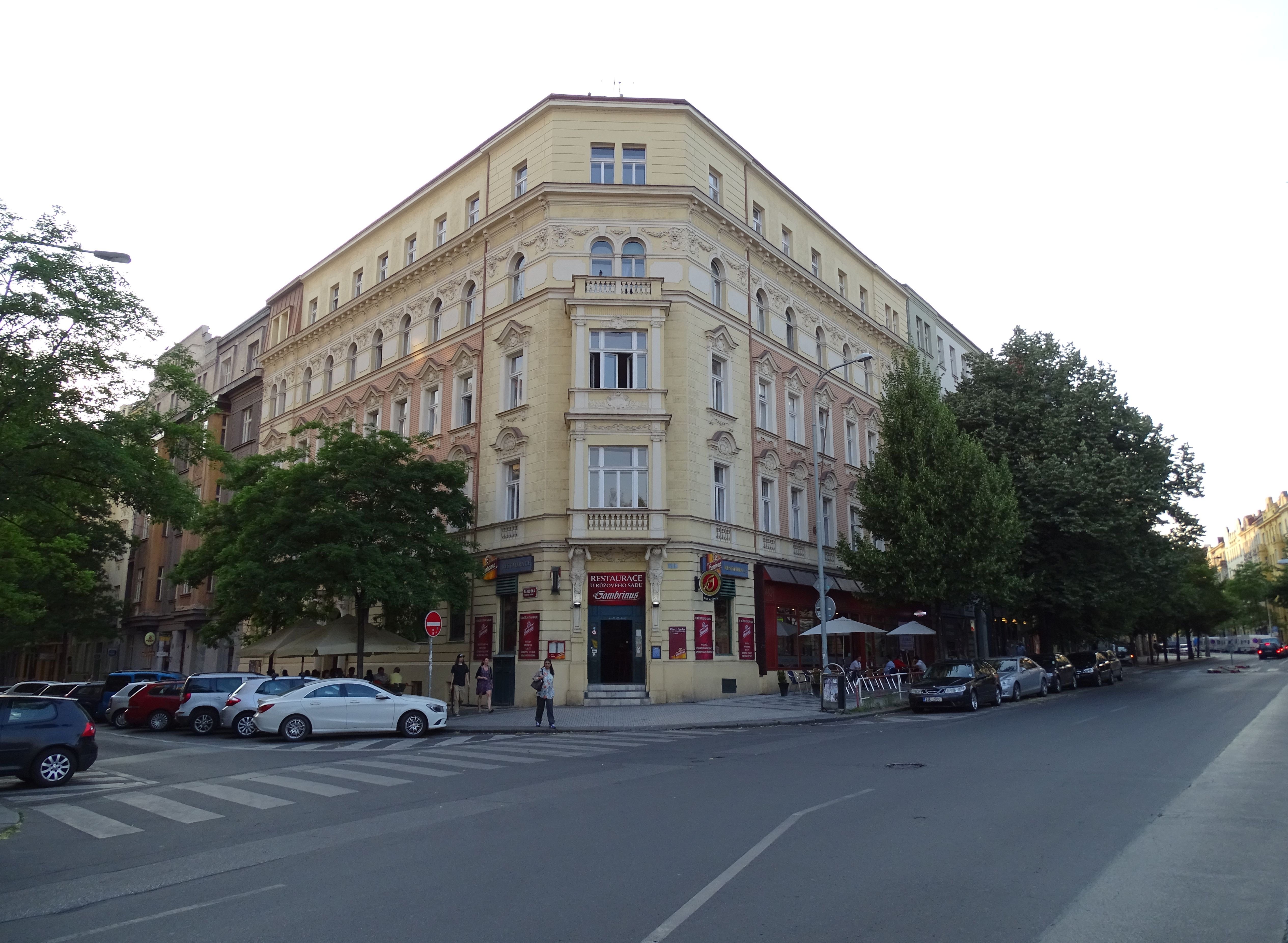
Mánesova ulice
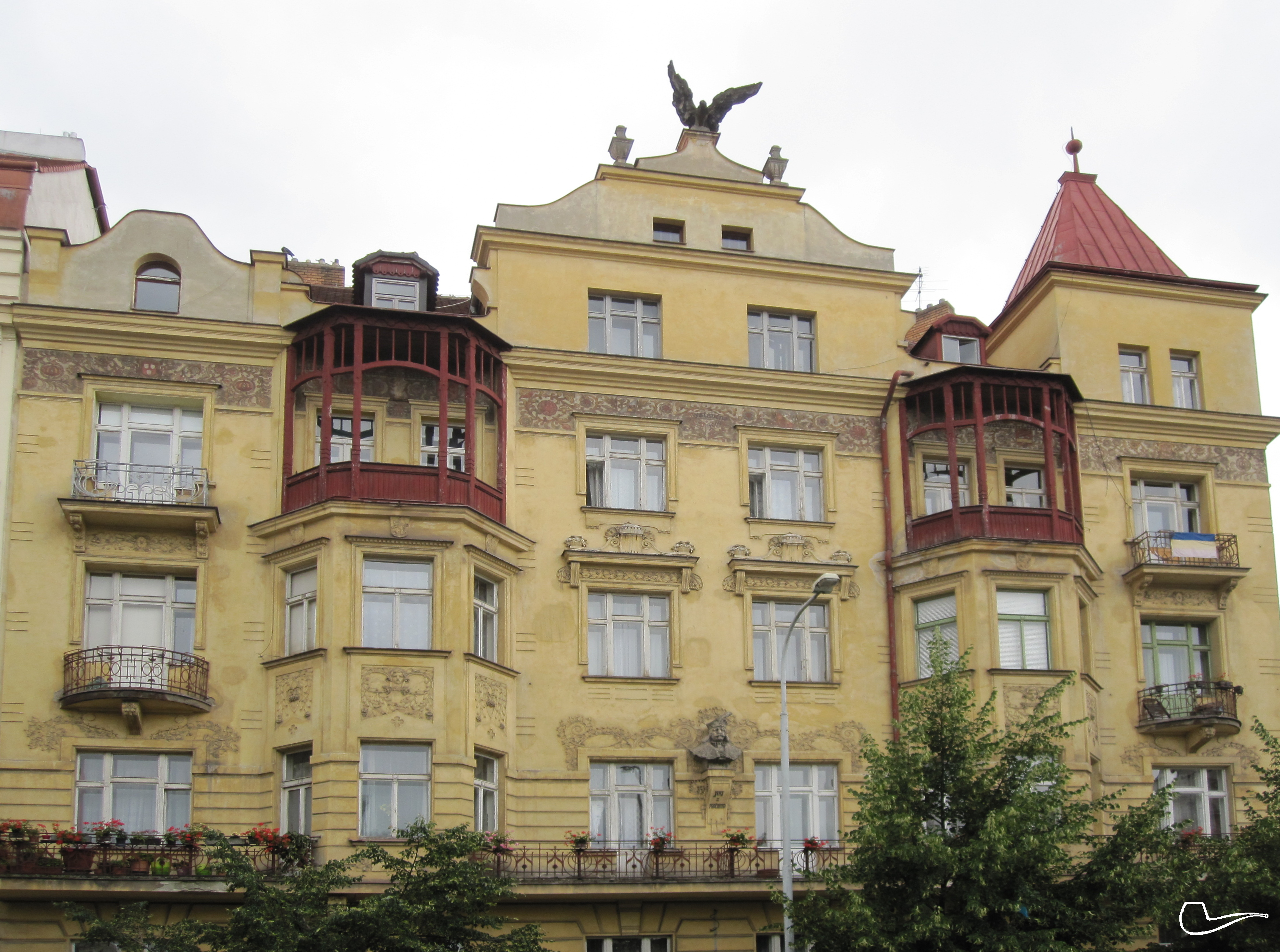
Dům čp.1592/3 se sochou sokola
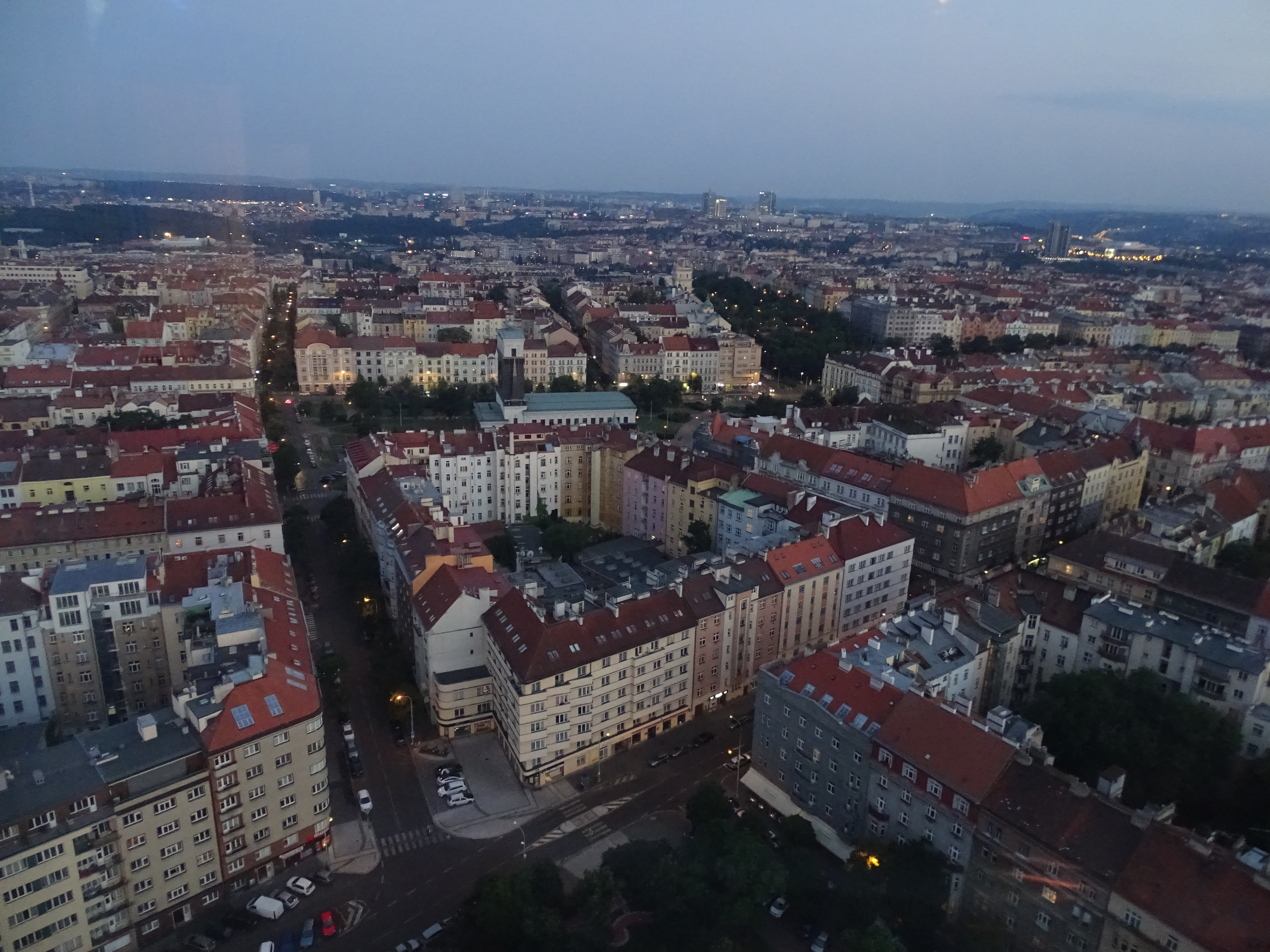
Pohled z Žižkovské věže
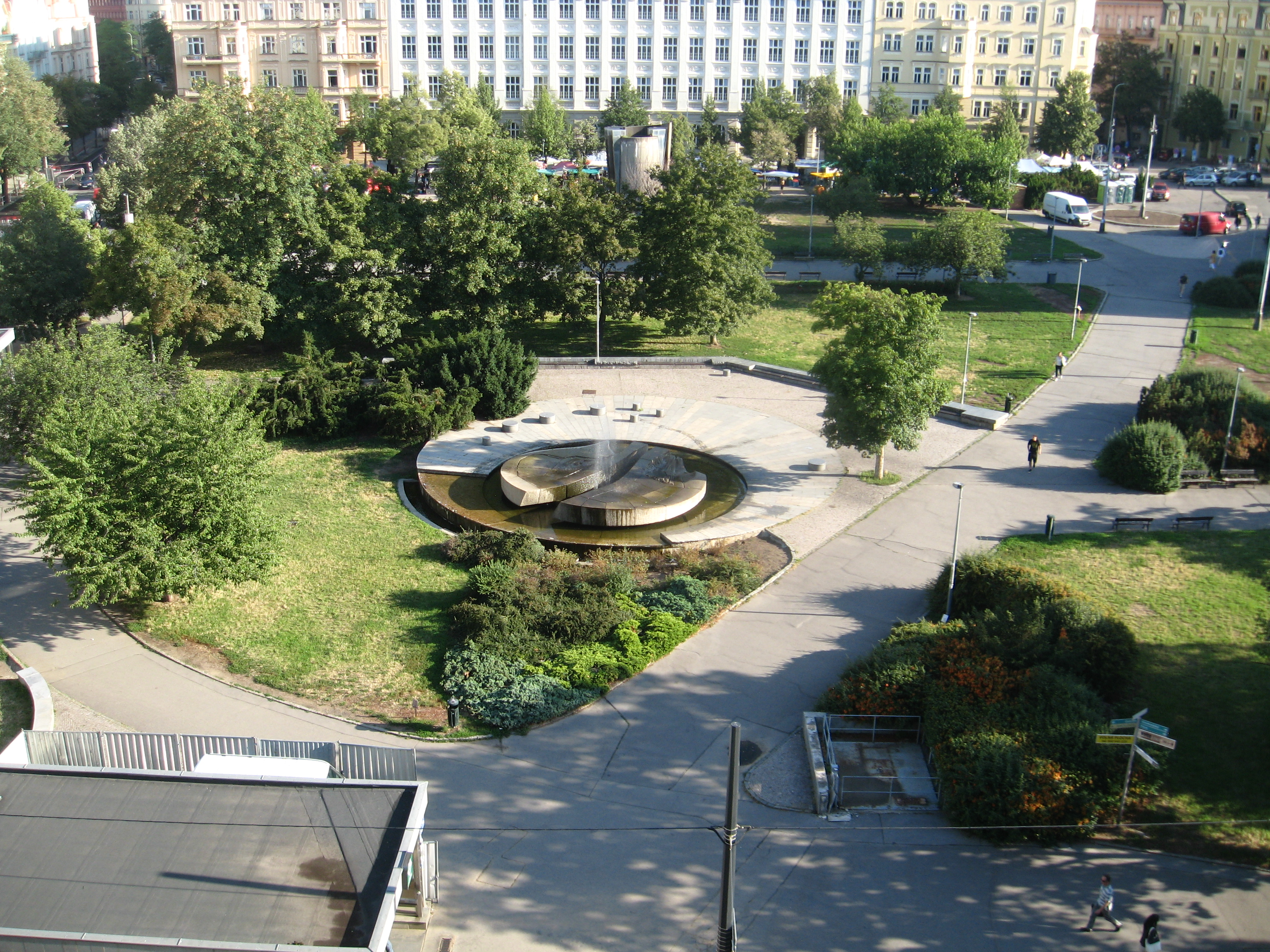
Fontána Sjednocená Evropa 2019
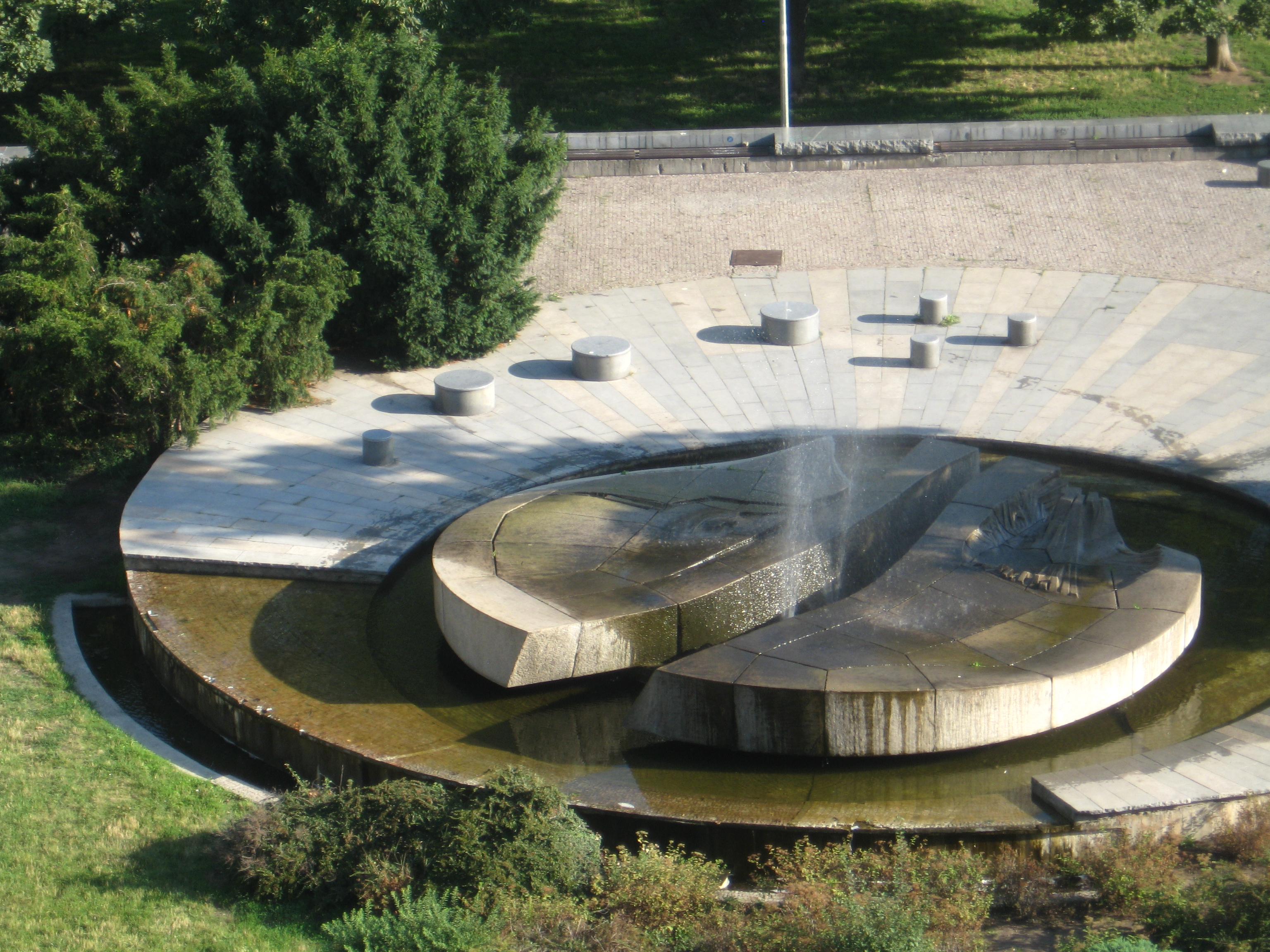
Fontána Sjednocená Evropa, detail